# Forschungsinstitut für Diskrete Mathematik
Das Forschungsinstitut für Diskrete Mathematik ist ein Institut der Universität Bonn zur Erforschung der Diskreten Mathematik. Besondere Schwerpunkte des Institutes sind die Kombinatorische Optimierung und das Chip-Design. Es wurde am 1. Februar 1988 gegründet und wird seit Beginn von Bernhard Korte geleitet. Als ein Institut, welches direkt dem Rektorat angegliedert ist, gehört es keiner Fakultät an. Angeschlossen ist dem Institut das Rechenmaschinenmuseum Arithmeum. László Lovász ist Honorarprofessor des Instituts.

## Bonn Tools
Das Institut entwickelt die sogenannten „Bonn Tools“. Dies sind Programme zur Optimierung von Computerchips, welche von Computerchipherstellern erworben werden können. So ist es bei Computerchips wichtig, dass Signale auf die Mikrosekunde genau übermittelt werden und dass Computerchips stromsparend und möglichst klein sind. Die Bonn Tools versuchen unter anderem diese Probleme zu optimieren.

## Kooperationen
Das Institut unterhält einige internationale Kooperationen und Drittmittelprojekte. Zum Beispiel besteht seit 1987 eine Kooperation im Bereich „Combinatorial Optimization and Chip Design“ mit der Firma IBM. Das Institut ist bis heute an der Entwicklung von über 250 Computerchips beteiligt gewesen. So wurde an diesem Forschungsinstitut der Mikrochip für den Schachcomputer Deep Blue entwickelt. Außerdem waren die Bonner Forscher mit ihren „Bonn Tools“ an der Entwicklung des IBM-Großrechner-Prozessors „Bona“ beteiligt, welcher ins Guinnessbuch der Rekorde eingetragen wurde. Auch der Prozessorchip für den Power Mac G5, welcher der erste Apple-Computer mit einem 64-Bit-Prozessor war, geht auf die Forschungsarbeit des Bonner Institutes zurück.
Das Institut unterhält noch weitere Kooperationen. In Zusammenarbeit mit der Union der deutschen Akademien der Wissenschaften existiert das Langzeit-Forschungsprojekt „Diskrete Mathematik und Anwendungen“. Außerdem beteiligt sich das Institut am mathematischen Exzellenzcluster der Universität Bonn, welches seinen Sitz im Hausdorff Center for Mathematics hat, und hat die federführende Leitung im Bereich „Optimization in Large and Complex Networks“.